# Deutsche Leichtathletik-Meisterschaften 2010/Resultate
Der Hauptteil der Wettbewerbe bei den 110. Deutschen Leichtathletik-Meisterschaften wurde am 17. und 18. Juli 2010 im Braunschweiger Eintracht-Stadion ausgetragen. Wie immer gab es zahlreiche Disziplinen, die zu anderen Terminen an anderen Orten stattfanden – in den folgenden Übersichten jeweils konkret benannt.
In der hier vorliegenden Auflistung werden die in den verschiedenen Wettbewerben jeweils ersten acht platzierten Leichtathletinnen und Leichtathleten aufgeführt. Eine Übersicht mit den Medaillengewinnerinnen und -gewinnern sowie einigen Anmerkungen zu den Meisterschaften findet sich unter dem Link Deutsche Leichtathletik-Meisterschaften 2010.

## Meisterschaftsresultate Männer

### 100 m
| Platz | Athlet, Verein                          | Zeit (s) |
| ----- | --------------------------------------- | -------- |
| 1     | Alexander Kosenkow (TV Wattenscheid 01) | 10,29    |
| 2     | Christian Blum (LAC Erdgas Chemnitz)    | 10,33    |
| 3     | Marius Broening (LG Stadtwerke München) | 10,37    |
| 4     | Tobias Unger (LG Stadtwerke München)    | 10,37    |
| 5     | Martin Keller (LAC Erdgas Chemnitz)     | 10,45    |
| 6     | Stefan Schwab (TSV Schwarzenbek)        | 10,50    |
| 7     | Alex Schaf (LG Sigmaringen)             | 10,52    |
| 8     | Jan Quade (TV Wattenscheid 01)          | 10,65    |

Datum: 17. Juli
Wind: +1,2 m/s

### 200 m
| Platz | Athlet, Verein                            | Zeit (s) |
| ----- | ----------------------------------------- | -------- |
| 1     | Daniel Schnelting (LAZ Rhede)             | 20,73    |
| 2     | Sebastian Ernst (TV Wattenscheid 01)      | 21,06    |
| 3     | Robert Hering (TuS Jena)                  | 21,17    |
| 4     | Sven Knipphals (VfL Wolfsburg)            | 21,34    |
| 5     | Nils Müller (LG OVAG Friedberg-Fauerbach) | 21,46    |
| 6     | Till Helmke (LG OVAG Friedberg-Fauerbach) | 21,48    |
| 7     | Florian Rentz (LG Stadtwerke München)     | 21,76    |
| 8     | Jan Quade (TV Wattenscheid 01)            | 21,97    |

Datum: 18. Juli
Wind: −1,7 m/s

### 400 m
| Platz | Athlet, Verein                        | Zeit (s) |
| ----- | ------------------------------------- | -------- |
| 1     | Kamghe Gaba (LG Eintracht Frankfurt)  | 45,92    |
| 2     | Thomas Schneider (SC Potsdam)         | 46,25    |
| 3     | Eric Krüger (SC Magdeburg)            | 46,52    |
| 4     | Bastian Swillims (TV Wattenscheid 01) | 46,53    |
| 5     | Jonas Plass (asics Team Wendelstein)  | 46,56    |
| 6     | Pascal Nabow (SC Rönnau)              | 46,74    |
| 7     | Miguel Rigau (LG ASV/DSHS Köln)       | 46,89    |
| 8     | Martin Grothkopp (Dresdner SC)        | 47,28    |

Datum: 18. Juli

### 800 m
| Platz | Athlet, Verein                                | Zeit (min) |
| ----- | --------------------------------------------- | ---------- |
| 1     | Sören Ludolph (LG Braunschweig)               | 1:50,54    |
| 2     | Robin Schembera (TSV Bayer 04 Leverkusen)     | 1:50,56    |
| 3     | Sebastian Keiner (Erfurter LAC)               | 1:51,36    |
| 4     | Patrick Schoenball (ABC Ludwigshafen)         | 1:51,43    |
| 5     | Julian Poltrock (SG TSV Kronshagen/Kieler TB) | 1:51,45    |
| 6     | Martin Conrad (LAC Quelle Fürth)              | 1:51,80    |
| 7     | Tim Jurich (Hallesche Leichtathletik-Freunde) | 1:51,92    |
| 8     | Christian Atz (LG Neckar-Enz)                 | 1:52,48    |

Datum: 18. Juli

### 1500 m
| Platz | Athlet, Verein                                        | Zeit (min) |
| ----- | ----------------------------------------------------- | ---------- |
| 1     | Carsten Schlangen (LG Nord Berlin)                    | 3:45,44    |
| 2     | Moritz Waldmann (LG Hannover)                         | 3:46,82    |
| 3     | Arthur Lenz (SC Magdeburg)                            | 3:47,58    |
| 4     | Florian Orth (LG Telis Finanz Regensburg)             | 3:48,35    |
| 5     | Falko Zauber (LAC Quelle Fürth)                       | 3:48,36    |
| 6     | Christoph Lohse (TV Wattenscheid 01)                  | 3:49,04    |
| 7     | Jonas Hamm (Leichtathletik-Gemeinschaft Braunschweig) | 3:49,52    |
| 8     | Daniel Gruber (LG Emstal Dörpen)                      | 3:50,42    |

Datum: 18. Juli

### 5000 m
| Platz | Athlet, Verein                                | Zeit (min) |
| ----- | --------------------------------------------- | ---------- |
| 1     | Arne Gabius (LAV Asics Tübingen)              | 13:52,03   |
| 2     | Filmon Ghirmai (LAV Asics Tübingen)           | 13:53,43   |
| 3     | Philipp Pflieger (LG Telis Finanz Regensburg) | 13:54,03   |
| 4     | Jan Fitschen (TV Wattenscheid 01)             | 13:55,16   |
| 5     | Musa Roba-Kinkal (TV Wattenscheid 01)         | 13:57,35   |
| 6     | Rico Schwarz (ASV Erfurt)                     | 13:58,25   |
| 7     | Jan Förster (TV 1893 Rheinau)                 | 14:06,62   |
| 8     | Jakob Stiller (SC DHfK Leipzig)               | 14:07,51   |

Datum: 18. Juli

### 10.000 m
| Platz | Athlet, Verein                                | Zeit (min) |
| ----- | --------------------------------------------- | ---------- |
| 1     | Christian Glatting (TV Wattenscheid 01)       | 28:40,18   |
| 2     | Filmon Ghirmai (LAV Asics Tübingen)           | 28:41,36   |
| 3     | Musa Roba-Kinkal (TV Wattenscheid 01)         | 28:41,90   |
| 4     | Sebastian Hallmann (LG Stadtwerke München)    | 29:09,30   |
| 5     | Philipp Pflieger (LG Telis Finanz Regensburg) | 29:13,42   |
| 6     | Zelalem Martel (LG Neckar-Enz)                | 29:27,85   |
| 7     | Richard Ringer (VfB LC Friedrichshafen)       | 29:30,41   |
| 8     | Rico Schwarz (ASV Erfurt)                     | 29:57,82   |

Datum: 1. Mai
fand in Ohrdruf statt

### 10-km-Straßenlauf
| Platz | Athlet, Verein                                | Zeit (min) |
| ----- | --------------------------------------------- | ---------- |
| 1     | Jan Fitschen (TV Wattenscheid)                | 29:52      |
| 2     | Jan Förster (TV 1893 Rheinau)                 | 29:59      |
| 3     | Philipp Pflieger (LG Telis Finanz Regensburg) | 30:00      |
| 4     | Sven Weyer (SC DHfK Leipzig)                  | 30:04      |
| 5     | Sebastian Hallmann (LG Stadtwerke München)    | 30:04      |
| 6     | Julian Flügel (PSV Grün-Weiß Kassel)          | 30:11      |
| 7     | Marc Schulze (TSV Dresden)                    | 30:31      |
| 8     | Richard Friedrich (LG Passau)                 | 30:32      |

Datum: 11. September
fand in Ohrdruf statt

### 10-km-Straßenlauf, Mannschaftswertung
| Platz | Verein, Besetzung                                                                    | Zeit (h) |
| ----- | ------------------------------------------------------------------------------------ | -------- |
| 1     | TV Wattenscheid 01 (Jan Fitschen, Jannis Töpfer, Torsten Graw)                       | 1:32:17  |
| 2     | PSV Grün-Weiß Kassel (Julian Flügel, Jürgen Austin-Kerl, Jörn Harland)               | 1:33:35  |
| 3     | LG Passau (Richard Friedrich, Raphael Viellehner, Tobias Schreindl)                  | 1:33:36  |
| 4     | LG Telis Finanz Regensburg (Philipp Pflieger, Sebastian Reinwand, Jonathan Schaible) | 1:33:39  |
| 5     | LG Ohra Hörselgas (Christian Biele, Christian König, Michael Müller)                 | 1:34:21  |
| 6     | LG Stadtwerke München (Sebastian Hallmann, Johann Hillebrand, Norman Feiler)         | 1:34:23  |
| 7     | Post-Sport Telekom Trier (Marc-André Kowalinski, Florian Neuschwander, Carlo Schuff) | 1:35:49  |
| 8     | LG Erlangen (Joseph Katib, Christian Dirscherl, Hans Joachim Herrmann)               | 1:35:49  |

Datum: 11. September
fand in Ohrdruf statt

### Halbmarathon
| Platz | Athlet, Verein                                  | Zeit (h) |
| ----- | ----------------------------------------------- | -------- |
| 1     | Stefan Koch (LG Braunschweig)                   | 1:04:51  |
| 2     | Richard Friedrich (LG Passau)                   | 1:06:02  |
| 3     | Tobias Sauter (SG Spergau)                      | 1:06:06  |
| 4     | Markus Weiß-Latzko (LG Neckar-Enz)              | 1:06:13  |
| 5     | Florian Neuschwander (Post-Sport Telekom Trier) | 1:06:20  |
| 6     | Manuel Stöckert (TSV Ostheim v. d. Rhön)        | 1:06:28  |
| 7     | Dennis Pyka (LG Telis Finanz Regensburg)        | 1:06:36  |
| 8     | Maksym Salii (SC DHfK Leipzig)                  | 1:07:04  |

Datum: 18. April
fand in Bad Liebenzell statt

### Halbmarathon, Mannschaftswertung
| Platz | Verein, Besetzung                                                                 | Zeit (h) |
| ----- | --------------------------------------------------------------------------------- | -------- |
| 1     | LG Passau (Richard Friedrich, Raphael Viellehner, Tobias Schreindl)               | 3:22:12  |
| 2     | SC DHfK Leipzig (Maksym Salii, Sven Weyer, Jakob Stiller)                         | 3:23:05  |
| 3     | LG Telis Finanz Regensburg (Dennis Pyka, Sebastian Reinwand, Maximilian Meingast) | 3:25:29  |
| 4     | TSV Kirchdorf (Dirk Schwarzbach, Thomas Bartholome, Florian Reichert)             | 3:25:46  |
| 5     | PSV Grün-Weiß Kassel (Julian Flügel, Jörn Harland, Boris Giesen)                  | 3:27:24  |
| 6     | LG Stadtwerke München (Johann Hillebrand, Matthias Ewender, Jan Müller)           | 3:28:52  |
| 7     | TSV Ostheim v. d. Rhön (Manuel Stöckert, René Stöckert, Sven Perleth)             | 3:30:35  |
| 8     | LG Ohra Hörselgas (Arne Leipziger, Marcel Knape, Christian König)                 | 3:30:40  |

Datum: 18. April
fand in Bad Liebenzell statt

### Marathon
| Platz | Athlet, Verein                           | Zeit (h) |
| ----- | ---------------------------------------- | -------- |
| 1     | Dennis Pyka (LG Telis Finanz Regensburg) | 2:20:09  |
| 2     | Bastian Krantz (TV Wattenscheid 01)      | 2:28:08  |
| 3     | Philipp Nawrocki (Aachener TG)           | 2:28:26  |
| 4     | André Collet (Aachener TG)               | 2:28:50  |
| 5     | Marcel Groß (LG Wettenberg/Gießen)       | 2:29:24  |
| 6     | Martin Butzlaff (SC Magdeburg)           | 2:29:32  |
| 7     | Dietmar Bier (Trierer Stadtlauf)         | 2:30:15  |
| 8     | Matthias Ulrich (SC Magdeburg)           | 2:31:01  |

Datum: 9. Mai
fand im Rahmen des Gutenberg-Marathons in Mainz statt

### Marathon, Mannschaftswertung
| Platz | Verein, Besetzung                                                           | Zeit (h) |
| ----- | --------------------------------------------------------------------------- | -------- |
| 1     | Aachener TG (Philipp Nawrocki, André Collet, Stefan Schnorr)                | 7:31:14  |
| 2     | TSV Windeck Burgebrach (Carsten Glaser, Markus Blenk, Ingo Bäuerlein)       | 7:42:18  |
| 3     | LC Cottbus (Helge Hansen, Peter Könnicke, Hannes Hähnel)                    | 7:42:35  |
| 4     | Ayyo Team Essen (Kevin Petersen, Muharrem Yilmaz, Selanet Celik)            | 7:57:39  |
| 5     | TH-Eilbeck (Thomas Ebel, Uwe Walter, Volker Sturm)                          | 8:00:17  |
| 6     | LAC Quelle Fürth (Dominik Mages, Matthias Schrittenlocher, Carsten Hailand) | 8:05:07  |
| 7     | LAV Halensia (Dr. Torsten Matthes, Dr. Uwe Emmerling, Eik Fricke)           | 8:09:23  |
| 8     | LAV Asics Tübingen (Dr. Matthias Koch, Hans-Jörg Wache, Martin Rapp)        | 8:19:18  |

Datum: 9. Mai
fand im Rahmen des Gutenberg-Marathons in Mainz statt

### 110 m Hürden
| Platz | Athlet, Verein                        | Zeit (s) |
| ----- | ------------------------------------- | -------- |
| 1     | Matthias Bühler (LG Offenburg)        | 13,59    |
| 2     | Helge Schwarzer (Hamburger SV)        | 13,79    |
| 3     | Marlon Odom (LAZ Zweibrücken)         | 13,80    |
| 4     | Paul Dittmer (MTV Hanstedt)           | 13,81    |
| 5     | Erik Balnuweit (LAZ Leipzig)          | 13,83    |
| 6     | David Filipowski (TV Wattenscheid 01) | 13,86    |
| 7     | Richard Bienasch (1. LAV Rostock)     | 14,38    |
| DNF   | Alexander John (LAZ Leipzig)          |          |

Datum: 17. Juli
Wind: +0,1 m/s

### 400 m Hürden
| Platz | Athlet, Verein                                  | Zeit (s) |
| ----- | ----------------------------------------------- | -------- |
| 1     | Georg Fleischhauer (Dresdner SC)                | 50,11    |
| 2     | Silvio Schirrmeister (Dresdner SC)              | 50,12    |
| 3     | Stephan Stoll (VfL Sindelfingen)                | 50,37    |
| 4     | Quentin Seigel (LG Offenburg)                   | 50,54    |
| 5     | David Gollnow (TSV 1862 Erding)                 | 50,97    |
| 6     | Christian Heimann (LAZ Puma Troisdorf/Siegburg) | 51,95    |
| 7     | Daniel Rabstein (LG OVAG Friedberg-Fauerbach)   | 52,64    |
| 8     | Florian Handt (SC Potsdam)                      | 53,59    |

Datum: 18. Juli

### 3000 m Hindernis
| Platz | Athlet, Verein                                | Zeit (min) |
| ----- | --------------------------------------------- | ---------- |
| 1     | Steffen Uliczka (SG TSV Kronshagen/Kieler TB) | 8:38,29    |
| 2     | Felix Hentschel (LG Bamberg)                  | 8:46,39    |
| 3     | Stephan Hohl (TV Neulingen)                   | 8:48,45    |
| 4     | Daniel Götz (LAC Quelle Fürth)                | 8:50,71    |
| 5     | Marcus Schöfisch (Erfurter LAC)               | 8:53,50    |
| 6     | Benedikt Karus (LG Badenova Nordschwarzwald)  | 8:54,17    |
| 7     | Dirk Schwarzbach (TSV Kirchdorf)              | 8:56,99    |
| 8     | Christian Biele (LG Ohra Hörselgas)           | 9:00,34    |

Datum: 17. Juli

### 4 × 100 m Staffel
| Platz | Verein, Besetzung                                                                                         | Zeit (s) |
| ----- | --- | -------- |
| 1     | TV Wattenscheid 01 (Jan-Christopher Schulte, Sebastian Ernst, Alexander Kosenkow, Jan Quade)              | 39,67    |
| 2     | LG Olympia Dortmund (Joachim Bicheler, Oleg Kraft, Nando Simon, Sebastian Fiene)                          | 41,66    |
| 3     | SCC Berlin (George Petzold, Eric Franke, Maximilian Kessler, Raschid Semghoun)                            | 41,74    |
| 4     | LAZ Salamander Kornwestheim-Ludwigsburg (Tobias Hügel, Simon Bräuchle, Berthold Daubner, Martin Obenland) | 41,77    |
| 5     | LG Karlstadt-Gambach-Lohr (Max Tatschner, Michael Fischer, Christian Rasp, Michael Schnurr)               | 41,82    |
| 6     | LG ASV/DSHS Köln (Florian Kempis, Christopher Ringle, Marcel Schmitz, Jens Faßbender)                     | 41,88    |
| 7     | STG Pfullingen-Riederich (Benedikt Ferdinand, Tobias Fluck, Florian Bonnaire, Benjamin Eißler)            | 41,98    |
| 8     | LG Osnabrück (Jesse Opkure, Patrick Jochmann, Christian Röwekamp, Matthias Wilke)                         | 42,08    |

Datum: 18. Juli

### 4 × 400 m Staffel
| Platz | Verein, Besetzung                                                                             | Zeit (min) |
| ----- | --------------------------------------------------------------------------------------------- | ---------- |
| 1     | LG Eintracht Frankfurt (Marius Horbank, Clemens Höfer, Michael Pflüger, Kamghe Gaba)          | 3:10,45    |
| 2     | SC Potsdam (Thomas Schneider, Maximilian Kriese, Björn Leow, Tobias Schneider)                | 3:11,19    |
| 3     | TV Wattenscheid 01 (Alexander Meisolle, Mirko Schmidt, Jörn Niedereichholz, Bastian Swillims) | 3:11,83    |
| 4     | LG ASV/DSHS Köln (Jannik Engel, Timo Klein, Felix Krauß, Miguel Rigau)                        | 3:12,31    |
| 5     | Dresdner SC (Silvio Schirrmeister, Georg Fleischhauer, Oliver Engel, Martin Grothkopp)        | 3:12,75    |
| 6     | SCC Berlin (Julian Kiwus, Sven Buggel, Robin Kresinszky, Stefan Beyer)                        | 3:13,43    |
| 7     | LG OVAG Friedberg-Fauerbach (Christian Klein, Sven Langer, Daniel Rabstein, Julius Schmidt)   | 3:15,93    |
| 8     | TV Herkenrath (Marcel Barutowitz, Timur Tezkan, Jan Vogt, Tobias Mausbach)                    | 3:17,36    |

Datum: 18. Juli

### 3 × 1000 m Staffel
| Platz | Verein, Besetzung                                                               | Zeit (min) |
| ----- | ------------------------------------------------------------------------------- | ---------- |
| 1     | LG Telis Finanz Regensburg (Felix Plinke, Philipp Pflieger, Florian Orth)       | 7:12,25    |
| 2     | LAC Quelle Fürth (René Bauschinger, Falko Zauber, Martin Conrad)                | 7:14,52    |
| 3     | Erfurter LAC (Sebastian Schäller, Benito Bardehle, Sebastian Keiner)            | 7:16,53    |
| 4     | StG Germania Halberstadt (Christoph Malik, Ronny Heck, Arthur Lenz)             | 7:18,57    |
| 5     | SG TSV Kronshagen/Kieler TB (Julian Poltrock, Falko Vehling, Maximilian Wessel) | 7:19,46    |
| 6     | LG ASV/DSHS Köln (Christian Schreiner, Dominic Neumann, Daniel Lipus)           | 7:21,83    |
| 7     | StG Zell-Gomaringen (Denis Bäuerle, Clemens Silabetzschky, Daniel Hummel)       | 7:24,82    |
| 8     | LG Badenova Nordschwarzwald (Christian Lenk, Benedikt Karus, Alexander Pütsch)  | 7:31,84    |

Datum: 8. August
fand in Ulm im Rahmen der Deutschen Jugendmeisterschaften statt

### 10.000-m-Bahngehen
| Platz | Athlet, Verein                       | Zeit (min) |
| ----- | ------------------------------------ | ---------- |
| 1     | André Höhne (SCC Berlin)             | 40:32,15   |
| 2     | Christopher Linke (SCC Berlin)       | 40:49,43   |
| 3     | Carsten Schmidt (SCC Berlin)         | 41:35,93   |
| 4     | Carl Dohmann (SCL -Heel Baden-Baden) | 41:50,74   |
| 5     | Nils Christopher Gloger (SC Potsdam) | 43:33,69   |
| 6     | Marcel Lehmberg (SCC Berlin)         | 43:50,99   |
| DSQ   | Maik Berger (SCC Berlin)             |            |

Datum: 18. Juli
nur 7 Teilnehmer

### 20-km-Gehen
| Platz | Athlet, Verein                       | Zeit (min) |
| ----- | ------------------------------------ | ---------- |
| 1     | André Höhne (SCC Berlin)             | 1:24:24    |
| 2     | Maik Berger (SCC Berlin)             | 1:24:58    |
| 3     | Carsten Schmidt (SCC Berlin)         | 1:26:27    |
| 4     | Christopher Linke (SC Potsdam)       | 1:27:25    |
| 5     | Carl Dohmann (SCL -Heel Baden-Baden) | 1:29:38    |
| 6     | Nils Christopher Gloger (SC Potsdam) | 1:33:56    |
| 7     | Max Möckel (SC Potsdam)              | 1:39:16    |
| 8     | Tom Dermitzel (SC Potsdam)           | 1:39:16    |

Datum: 30. Mai
fand in Naumburg statt

### 20-km-Gehen, Mannschaftswertung
| Platz | Verein, Besetzung                                                     | Zeit (h) |
| ----- | --------------------------------------------------------------------- | -------- |
| 1     | SCC Berlin (André Höhne, Maik Berger, Carsten Schmidt)                | 4:15:49  |
| 2     | SC Potsdam (Christopher Linke, Nils Christopher Gloger, Max Möckel)   | 4:40:37  |
| 3     | ASV 1902 Sangerhausen (Dick Gnauck, Steffen Borsch, Uwe Tolle)        | 5:26:41  |
| 4     | LG Vogtland (Uwe Schröter, Stefan Werner, Dr. Winfried Bresch)        | 5:36:15  |
| 5     | SV Einheit 1875 Worbis (Ronald Papst, Denis Franke, Karsten Staedler) | 5:47:35  |
| 6     | Polizei SV Berlin (Wilfried Gaube, Günter Evertz, Ralf Janotte)       | 6:07:48  |
| 7     | TV Groß-Gerau (Thorsten Fern, Michael Max, Werner Schaller)           | 6:13:36  |

Datum: 30. Mai
fand in Naumburg statt
nur 7 Teams in der Wertung

### 50-km-Gehen
| Platz | Athlet, Verein                        | Zeit (h) |
| ----- | ------------------------------------- | -------- |
| 1     | Carsten Schmidt (SCC Berlin)          | 4:02:51  |
| 2     | Dick Gnauck (ASV 1902 Sangerhausen)   | 4:33:14  |
| 3     | Helmut Prieler (SpVgg Niederaichbach) | 4:53:20  |
| DNF   | Björn Tharann (SV Halle)              |          |
| DNF   | Dirk Kaldewei (LG Ahlen)              |          |

Datum: 18. September
fand in Gleina statt
nur 5 Teilnehmer

### Hochsprung
| Platz | Athlet, Verein                              | Höhe (m) |
| ----- | ------------------------------------------- | -------- |
| 1     | Raúl Spank (Dresdner SC)                    | 2,25     |
| 2     | Martin Günther (LG Eintracht Frankfurt)     | 2,22     |
| 3     | Matthias Haverney (Dresdner SC)             | 2,22     |
| 4     | Eike Onnen (LG ASV/DSHS Köln)               | 2,19     |
| 5     | Oliver Bräutigam (SC Potsdam)               | 2,19     |
| 6     | Benjamin Lauckner (LAC Erdgas Chemnitz)     | 2,15     |
| 6     | Tim Riedel (TV Wattenscheid 01)             | 2,15     |
| 8     | Sebastian Kneifel (TSV Bayer 04 Leverkusen) | 2,15     |

Datum: 18. Juli

### Stabhochsprung
| Platz | Athlet, Verein                                | Höhe (m) |
| ----- | --------------------------------------------- | -------- |
| 1     | Malte Mohr (LG Stadtwerke München)            | 5,75     |
| 2     | Raphael Holzdeppe (LAZ Zweibrücken)           | 5,70     |
| 3     | Fabian Schulze (LG Stadtwerke München)        | 5,60     |
| 4     | Richard Spiegelburg (TSV Bayer 04 Leverkusen) | 5,50     |
| 5     | Tim Lobinger (LG Stadtwerke München)          | 5,40     |
| 6     | Michel Frauen (TSV Bayer 04 Leverkusen)       | 5,40     |
| 7     | Karsten Dilla (LAV Bayer Uerdingen/Dormagen)  | 5,40     |
| 8     | Alexander Straub (LG Filstal)                 | 5,30     |

Datum: 17. Juli

### Weitsprung
| Platz | Athlet, Verein                        | Weite (m) |
| ----- | ------------------------------------- | --------- |
| 1     | Christian Reif (ABC Ludwigshafen)     | 8,18      |
| 2     | Sebastian Bayer (Hamburger SV)        | 7,71      |
| 3     | Nils Winter (Buxtehuder SV)           | 7,71      |
| 4     | Oliver Koenig (LG Stadtwerke München) | 7,67      |
| 5     | Alyn Camara (TSV Bayer 04 Leverkusen) | 7,63      |
| 6     | Lucas Jakubczyk (SCC Berlin)          | 7,61      |
| 7     | Remigius Roskosch (TV Heppenheim)     | 7,53      |
| 8     | Christoph Stolz (TV Langen)           | 7,51      |

Datum: 17. Juli

### Dreisprung
| Platz | Athlet, Verein                              | Weite (m) |
| ----- | ------------------------------------------- | --------- |
| 1     | Andreas Pohle (ASV Erfurt)                  | 16,28     |
| 2     | Matthias Uhrig (VfL Sindelfingen)           | 15,79     |
| 3     | Daniel Kohle (LG Ratio Münster)             | 15,78     |
| 4     | Konstantin Gens (LAC Berlin)                | 15,77     |
| 5     | Martin Seiler (ABC Ludwigshafen)            | 15,72     |
| 6     | Manuel Ziegler (LG Telis Finanz Regensburg) | 15,55     |
| 7     | Nico Bayer (Wiesbadener LV)                 | 15,46     |
| 8     | Nils Hermann (SCC Berlin)                   | 15,05     |

Datum: 18. Juli

### Kugelstoßen
| Platz | Athlet, Verein                         | Weite (m) |
| ----- | -------------------------------------- | --------- |
| 1     | Ralf Bartels (SC Neubrandenburg)       | 20,54     |
| 2     | David Storl (LAC Erdgas Chemnitz)      | 20,45     |
| 3     | Marco Schmidt (VfL Sindelfingen)       | 19,72     |
| 4     | Candy Bauer (LV 90 Thum)               | 19,08     |
| 5     | Andy Dittmar (BiG Basketball in Gotha) | 19,06     |
| 6     | Robert Dippl (LAC Quelle Fürth)        | 18,70     |
| 7     | Tobias Dahm (VfL Sindelfingen)         | 18,63     |
| 8     | Markus Bandekow (SCC Berlin)           | 18,48     |

Datum: 18. Juli

### Diskuswurf
| Platz | Athlet, Verein                                            | Weite (m) |
| ----- | --------------------------------------------------------- | --------- |
| 1     | Robert Harting (SCC Berlin)                               | 68,67     |
| 2     | Martin Wierig (SC Magdeburg)                              | 63,62     |
| 3     | Markus Münch (LG Wedel-Pinneberg)                         | 59,18     |
| 4     | Christoph Harting (SC Brandenburg Berlin)                 | 58,58     |
| 5     | Gordon Wolf (SC Potsdam)                                  | 57,60     |
| 6     | Daniel Jasinski (TV Wattenscheid 01)                      | 56,66     |
| 7     | Robert Sammler (SC Brandenburg Berlin)                    | 54,84     |
| 8     | Boris Dallinger (LAZ Salamander Kornwestheim-Ludwigsburg) | 52,88     |

Datum: 18. Juli

### Hammerwurf
| Platz | Athlet, Verein                                  | Weite (m) |
| ----- | ----------------------------------------------- | --------- |
| 1     | Markus Esser (TSV Bayer 04 Leverkusen)          | 78,46     |
| 2     | Benjamin Boruschewski (TSV Bayer 04 Leverkusen) | 74,94     |
| 3     | Sven Möhsner (TSV Bayer 04 Leverkusen)          | 73,45     |
| 4     | Jens Rautenkranz (USC Mainz)                    | 70,80     |
| 5     | Jerrit Lipske (LG Stadtwerke München)           | 69,47     |
| 6     | Richard Olbrich (SVG Grün-Weiß Bad Gandersheim) | 68,02     |
| 7     | Marcus Kahlmeyer (Hannover 96)                  | 67,89     |
| 8     | Benjamin Hedermann (TSV Bayer 04 Leverkusen)    | 67,58     |

Datum: 18. Juli

### Speerwurf
| Platz | Athlet, Verein                                           | Weite (m) |
| ----- | -------------------------------------------------------- | --------- |
| 1     | Matthias de Zordo (SV Schlau.com Saar 05 Saarbrücken)    | 80,05     |
| 2     | Mark Frank (1. LAV Rostock)                              | 77,23     |
| 3     | Björn Lange (SC Magdeburg)                               | 74,72     |
| 4     | Tino Häber (LAZ Leipzig)                                 | 73,76     |
| 5     | Stefan Wenk (VfL Sindelfingen)                           | 72,71     |
| 6     | Peter Esenwein (LAZ Salamander Kornwestheim-Ludwigsburg) | 71,58     |
| 7     | Stefan Naunheim (LAV Oberhausen)                         | 70,94     |
| 8     | Franz Burghagen (LG Nike Berlin)                         | 69,57     |

Datum: 17. Juli

### Zehnkampf
| Platz | Athlet, Verein                             | Leistung (Pkte) |
| ----- | ------------------------------------------ | --------------- |
| 1     | Michael Schrader (TSV Bayer 04 Leverkusen) | 8003            |
| 2     | Steffen Fricke (VfB Germania Halberstadt)  | 7429            |
| 3     | Adrian Becker (LAZ Gießen)                 | 7077            |
| 4     | Tom Bechert (LG Telis Finanz Regensburg)   | 7023            |
| 5     | Ralf Bender (Ettlinger SV)                 | 7023            |
| 6     | Johannes Waidelich (LAV Asics Tübingen)    | 6871            |
| 7     | Philipp Schellhorn (LAV Asics Tübingen)    | 6711            |
| 8     | Sven Bösing (LAV Asics Tübingen)           | 6589            |

Datum: 26./27. August
fand in Potsdam statt

### Zehnkampf, Mannschaftswertung
| Platz | Verein, Besetzung                                                        | Leistung (Pkte) |
| ----- | ------------------------------------------------------------------------ | --------------- |
| 1     | LAV Asics Tübingen (Johannes Waidelich, Philipp Schellhorn, Sven Bösing) | 20.171          |
| 2     | LAZ Gießen (Adrian Becker, Konstantin Grißmer, Rouven Höfer)             | 19.796          |
| 3     | TuS Metzingen (Patrick Euchner, Marc Buchheit, Stefan Bader)             | 18.272          |
| 4     | LG ASV/DSHS Köln (Matthias Esser, Benedikt Nolte, Marcel Schiffer)       | 16.937          |

Datum: 26./27. August
fand in Potsdam statt
nur 4 Mannschaften in der Wertung

### CrosslaufMittelstrecke –3,4 km
| Platz | Athlet, Verein                                | Zeit (min) |
| ----- | --------------------------------------------- | ---------- |
| 1     | Carsten Schlangen (LG Nord Berlin)            | 9:20       |
| 2     | Wolfram Müller (Erfurter LAC)                 | 9:23       |
| 3     | Florian Orth (LG Telis Finanz Regensburg)     | 9:26       |
| 4     | Tobias Gröbl (LG Zusam)                       | 9:30       |
| 5     | Johannes Raabe (LG Hannover)                  | 9:33       |
| 6     | Philipp Pflieger (LG Telis Finanz Regensburg) | 9:34       |
| 7     | Falko Zauber (LAC Quelle Fürth)               | 9:37       |
| 8     | Niklas Bühner (SG Wenden)                     | 9:37       |

Datum: 6. März
fand in Stockach statt

### CrosslaufMittelstrecke –3,4 km, Mannschaftswertung
| Platz | Verein, Besetzung                                                                  | Platzziffer |
| ----- | ---------------------------------------------------------------------------------- | ----------- |
| 1     | LG Telis Finanz Regensburg (Florian Orth, Philipp Pflieger, Christophe Chayriguet) | 23          |
| 2     | Erfurter LAC (Wolfram Müller, Sascha Großheim, Marcus Schöfisch)                   | 29          |
| 3     | LG Nord Berlin (Carsten Schlangen, Johannes Riewe, Sebastian B. Dennis)            | 44          |
| 4     | SG Wenden (Niklas Bühner, Simon Huckestein, Sven Daub)                             | 51          |
| 5     | LAC Quelle Fürth (Falko Zauber, Daniel Götz, Daniel Höflinger)                     | 54          |
| 6     | LG Badenova Nordschwarzwald (Christian Lenk, Markus Giering, Tobias Giering)       | 69          |
| 7     | Hallesche Leichtathletik-Freunde (Ken Fessel, Stephan Abisch, Tim Jurich)          | 79          |
| 8     | LG Hannover (Johannes Raabe, Tobias Rasper, Timo Kuhlmann)                         | 87          |

Datum: 6. März
fand in Stockach statt

### CrosslaufLangstrecke –10,2 km
| Platz | Athlet, Verein                                  | Zeit (min) |
| ----- | ----------------------------------------------- | ---------- |
| 1     | Christian Glatting (TV Wattenscheid 01)         | 30:03      |
| 2     | Steffen Justus (LAC Elm)                        | 30:15      |
| 3     | Arne Gabius (LAV Asics Tübingen)                | 30:18      |
| 4     | Steffen Uliczka (SG TSV Kronshagen/Kieler TB)   | 30:18      |
| 5     | Sebastian Hallmann (LG Stadtwerke München)      | 30:46      |
| 6     | Zelalem Martel (LG Neckar-Enz)                  | 30:50      |
| 7     | Filmon Ghirmai (LAV Asics Tübingen)             | 30:51      |
| 8     | Florian Neuschwander (Post-Sport Telekom Trier) | 30:52      |

Datum: 6. März
fand in Stockach statt

### CrosslaufLangstrecke –10,2 km, Mannschaftswertung
| Platz | Verein, Besetzung                                                                    | Platzziffer |
| ----- | ------------------------------------------------------------------------------------ | ----------- |
| 1     | LAV Asics Tübingen (Arne Gabius, Filmon Ghirmai, Daniel Unger)                       | 033         |
| 2     | LG Passau (Richard Friedrich, Stefan Paternoster, Stefan Hohberger)                  | 042         |
| 3     | LG Neckar-Enz (Zelalem Martel, Markus Weiß-Latzko, Bastian Franz)                    | 053         |
| 4     | Post-Sport Telekom Trier (Florian Neuschwander, Carlo Schuff, Marc-André Kowalinski) | 057         |
| 5     | LG Stadtwerke München (Sebastian Hallmann, Matthias Ewender, Johann Hillebrand)      | 060         |
| 6     | SG TSV Kronshagen/Kieler TB (Steffen Uliczka, Falko Vehling, Sören Lindner)          | 070         |
| 7     | PSV Grün-Weiß Kassel (Thomas Thyssen, Julian Flügel, Jörn Harland)                   | 094         |
| 8     | LG ASV/DSHS Köln (Lars Haferkamp, Christian Schreiner, Roland Emmerich)              | 108         |

Datum: 6. März
fand in Stockach statt

### Berglauf–10,6 km
| Platz | Athlet, Verein                                  | Zeit (min) |
| ----- | ----------------------------------------------- | ---------- |
| 1     | Timo Zeiler (LG Eintracht Frankfurt)            | 46:12      |
| 2     | Manuel Stöckert (TSV Ostheim)                   | 46:41      |
| 3     | René Stöckert (TSV Ostheim)                     | 47:04      |
| 4     | Matthias Hecktor (TuS Heltersberg)              | 47:41      |
| 5     | Ulrich Benz (LG Brandenkopf)                    | 47:53      |
| 6     | Thomas Göpfert (TSG Ehingen)                    | 48:21      |
| 7     | Korbinian Schönberger (LLC Marathon Regensburg) | 48:27      |
| 8     | Marco Sturm (LLC Marathon Regensburg)           | 49:03      |

Datum:6. Juni
fand in Müllheim statt

### Berglauf–10,6 km, Mannschaftswertung
| Platz | Verein, Besetzung                                                        | Zeit (h) |
| ----- | ------------------------------------------------------------------------ | -------- |
| 1     | TSV Ostheim (Manuel Stöckert, René Stöckert, Sascha Wingenfeld)          | 2:25:37  |
| 2     | LLC Marathon Regensburg (Korbinian Schönberger, Marco Sturm, Marco Benz) | 2:27:37  |
| 3     | LG Brandenkopf (Ulrich Benz, Joachim Benz, Christian Mai)                | 2:28:46  |
| 4     | LG Passau (Stefan Paternoster, Frank Schouren, Florian Ettner)           | 2:30:38  |
| 5     | TuS Heltersberg (Matthias Hecktor, Jonas Lehmann, Marko Becker)          | 2:31:40  |
| 6     | SV Ohmenhausen (Peter Keinath, Markus Ruopp, Thomas Janson)              | 2:32:44  |
| 7     | TuS Lörrach-Stetten (Michael Schramm, Vassili Kraus, Hanspeter Scherr)   | 2:34:38  |
| 8     | PTSV Rosenheim (Fabian Alraun, John Mooney, Philipp Brouwer)             | 2:35:37  |

Datum:6. Juni
fand in Müllheim statt
|}

## Meisterschaftsresultate Frauen

### 100 m
| Platz | Athletin, Verein                         | Zeit (s) |
| ----- | ---------------------------------------- | -------- |
| 1     | Verena Sailer (MTG Mannheim)             | 11,23    |
| 2     | Anne Möllinger (MTG Mannheim)            | 11,48    |
| 3     | Yasmin Kwadwo (TV Wattenscheid 01)       | 11,50    |
| 4     | Marion Wagner (USC Mainz)                | 11,63    |
| 5     | Karoline Köhler (TV Wattenscheid 01)     | 11,65    |
| 6     | Katja Tengel (TV Wattenscheid 01)        | 11,71    |
| 7     | Mareike Peters (TSV Bayer 04 Leverkusen) | 11,81    |
| 8     | Anja Wurm (LG Stadtwerke München)        | 11,83    |

Datum: 17. Juli
Wind: −0,6 m/s

### 200 m
| Platz | Athletin, Verein                         | Zeit (s) |
| ----- | ---------------------------------------- | -------- |
| 1     | Esther Cremer (TV Wattenscheid 01)       | 23,47    |
| 2     | Mareike Peters (TSV Bayer 04 Leverkusen) | 23,81    |
| 3     | Sara Jäpel (Dresdner SC)                 | 23,96    |
| 4     | Maren Schulze (LG Nord Berlin)           | 24,00    |
| 5     | Mareike Dix (TSV Bayer 04 Leverkusen)    | 24,02    |
| 6     | Ruth Sophia Spelmeyer (VfL Oldenburg)    | 24,27    |
| 7     | Anja Wackershauser (VfB Stuttgart)       | 24,39    |
| 8     | Rebekka Eberle (TV 1860 Gunzenhausen)    | 24,47    |

Datum: 18. Juli
Wind: +1,0 m/s

### 400 m
| Platz | Athletin, Verein                                     | Zeit (s) |
| ----- | ---------------------------------------------------- | -------- |
| 1     | Janin Lindenberg (SC Magdeburg)                      | 52,32    |
| 2     | Claudia Hoffmann (SC Potsdam)                        | 52,60    |
| 3     | Claudia Marx (Dresdner SC)                           | 53,26    |
| 4     | Lena Schmidt (LG Hilden)                             | 53,72    |
| 5     | Larissa Kettenis (SV Schlau.com Saar 05 Saarbrücken) | 54,08    |
| 6     | Sylvia Semkowicz (LG Rhein-Wied)                     | 54,64    |
| 7     | Daniela Ferenz (LG Neckar-Enz)                       | 54,72    |
| DNF   | Julia Förster (TSV Bayer 04 Leverkusen)              |          |

Datum: 18. Juli

### 800 m
| Platz | Athletin, Verein                             | Zeit (min) |
| ----- | -------------------------------------------- | ---------- |
| 1     | Jana Hartmann (LG Olympia Dortmund)          | 2:07,41    |
| 2     | Annett Horna (TSV Bayer 04 Leverkusen)       | 2:07,72    |
| 3     | Anja Claußnitzer (LAC Erdgas Chemnitz)       | 2:07,83    |
| 4     | Kerstin Marxen (LAV Asics Tübingen)          | 2:08,33    |
| 5     | Aline Krebs (LAZ Zweibrücken)                | 2:08,50    |
| 6     | Sandra Keil (LAC Quelle Fürth)               | 2:08,57    |
| 7     | Sabrina Buchrucker (TSV Bayer 04 Leverkusen) | 2:08,65    |
| 8     | Nadja Bork (TSV Gomaringen)                  | 2:08,89    |

Datum: 18. Juli

### 1500 m
| Platz | Athletin, Verein                               | Zeit (min) |
| ----- | ---------------------------------------------- | ---------- |
| 1     | Diana Sujew (SC Potsdam)                       | 4:13,69    |
| 2     | Anne Kesselring (LAC Quelle Fürth)             | 4:17,17    |
| 3     | Elina Sujew (SC Potsdam)                       | 4:18,15    |
| 4     | Svenja Killius (SG TSV Kronshagen/Kieler TB)   | 4:18,52    |
| 5     | Saskia Janssen (TSV Bayer 04 Leverkusen)       | 4:21,43    |
| 6     | Nina Kramer (LG Hilden)                        | 4:21,51    |
| 7     | Sigrid Bühler (LAZ Puma Troisdorf/Siegburg)    | 4:24,21    |
| 8     | Christiane Danner (LG Telis Finanz Regensburg) | 4:25,10    |

Datum: 18. Juli

### 5000 m
| Platz | Athletin, Verein                                  | Zeit (min) |
| ----- | ------------------------------------------------- | ---------- |
| 1     | Sabrina Mockenhaupt (Kölner Verein für Marathon)  | 15:36,17   |
| 2     | Simret Restle (PSV Grün-Weiß Kassel)              | 16:09,23   |
| 3     | Veronica Pohl (LG ASV/DSHS Köln)                  | 16:24,95   |
| 4     | Christina Kröckert (TSV Bayer 04 Leverkusen)      | 16:41,57   |
| 5     | Anja Reinhardt (LG Weinstadt)                     | 16:47,39   |
| 6     | Marina Hilschenz (LG Wedel-Pinneberg)             | 16:53,40   |
| 7     | Kristina Schumacher (ZV Hatzenbühl)               | 16:55,00   |
| 8     | Jana Stefanie Hirschhäuser (ASC 1990 Breidenbach) | 16:55,84   |

Datum: 17. Juli

### 10.000 m
| Platz | Athletin, Verein                                 | Zeit (min) |
| ----- | ------------------------------------------------ | ---------- |
| 1     | Sabrina Mockenhaupt (Kölner Verein für Marathon) | 32:10,31   |
| 2     | Simret Restle (PSV Grün-Weiß Kassel)             | 33:06,84   |
| 3     | Ingalena Heuck (LG Stadtwerke München)           | 33:30,25   |
| 4     | Christina Kröckert (TSV Bayer 04 Leverkusen)     | 34:07,43   |
| 5     | Susi Lutz (LG Telis Finanz Regensburg)           | 34:11,45   |
| 6     | Anna Hahner (PSV Grün-Weiß Kassel)               | 34:48,62   |
| 7     | Christiane Pilz (1. LAV Rostock)                 | 35:27,43   |
| 8     | Sigrid Bühler (LAZ Puma Troisdorf/Siegburg)      | 35:50,38   |

Datum: 1. Mai
fand in Ohrdruf statt

### 10-km-Straßenlauf
| Platz | Athletin, Verein                            | Zeit (min) |
| ----- | ------------------------------------------- | ---------- |
| 1     | Simret Restle (PSV Grün-Weiß Kassel)        | 34:33      |
| 2     | Corinna Harrer (LG Telis Finanz Regensburg) | 35:11      |
| 3     | Jenny Schulz (Skills 04 Frankfurt)          | 35:22      |
| 4     | Anna Hahner (PSV Grün-Weiß Kassel)          | 35:24      |
| 5     | Anne Haug (LG Telis Finanz Regensburg)      | 35:26      |
| 6     | Lisa Hahner (PSV Grün-Weiß Kassel)          | 35:28      |
| 7     | Steffi Volke (LG Telis Finanz Regensburg)   | 35:51      |
| 8     | Sigrid Bühler (LAZ Puma Troisdorf/Siegburg) | 36:02      |

Datum: 11. September
fand in Ohrdruf statt

### 10-km-Straßenlauf, Mannschaftswertung
| Platz | Verein, Besetzung                                                                          | Zeit (h) |
| ----- | ------------------------------------------------------------------------------------------ | -------- |
| 1     | PSV Grün-Weiß Kassel (Simret Restle, Anna Hahner, Lisa Hahner)                             | 1:45:25  |
| 2     | LG Telis Finanz Regensburg (Corinna Harrer, Anne Haug, Steffi Volke)                       | 1:46:28  |
| 3     | LG ASV/DSHS Köln (Jana Janine Soethout, Ursula Gatzweiler, Lisa Jaschke)                   | 1:51:48  |
| 4     | TG Viktoria Augsburg (Julia Weniger, Petra Stöckmann, Kathrin Luxenhofer)                  | 1:53:22  |
| 5     | LG Ratio Münster (Nina Stöcker, Frederike Straeten, Isabelle Großkopff)                    | 1:53:22  |
| 6     | LLC Marathon Regensburg (Constanze Boldt, Barbara Stich, Marcela Loza Hilares)             | 1:56:27  |
| 7     | ASC 1990 Breidenbach (Jana Stefanie Hirschhäuser, Franziska Espeter, Sonja Kiefer)         | 1:56:28  |
| 8     | LAZ Salamander Kornwestheim-Ludwigsburg (Anja Schnabel, Branka Hajek, Lisa-Marie Schreier) | 1:56:55  |

Datum: 11. September
fand in Ohrdruf statt

### Halbmarathon
| Platz | Athletin, Verein                             | Zeit (h) |
| ----- | -------------------------------------------- | -------- |
| 1     | Ingalena Heuck (LG Stadtwerke München)       | 1:14:54  |
| 2     | Bernadette Pichlmaier (LAG Mittlere Isar)    | 1:15:23  |
| 3     | Melanie Schulz (LG Ohra Hörselgas)           | 1:15:56  |
| 4     | Jenny Schulz (Skills 04 Frankfurt)           | 1:17:02  |
| 5     | Kristin Möller (LAC Quelle Fürth)            | 1:17:08  |
| 6     | Silke Optekamp (PSV Grün-Weiß Kassel)        | 1:18:00  |
| 7     | Veronika Ulrich (LG Telis Finanz Regensburg) | 1:18:47  |
| 8     | Jutta Brod Jutta Brod (TV Konstanz)          | 1:18:51  |

Datum: 18. April
fand in Bad Liebenzell statt

### Halbmarathon, Mannschaftswertung
| Platz | Verein, Besetzung                                                                                 | Zeit (h) |
| ----- | ------------------------------------------------------------------------------------------------- | -------- |
| 1     | LG Telis Finanz Regensburg (Veronika Ulrich, Steffi Volke, Fakja Hofmann)                         | 4:00:57  |
| 2     | Spiridon Frankfurt (Dr. Anke Holljesiefken, Vera Martens, Dr. Karin Schenk)                       | 4:13:25  |
| 3     | LAZ Salamander Kornwestheim-Ludwigsburg (Anja Schnabel, Branka Hajek, Vanessa Schweizer)          | 4:19:43  |
| 4     | ASC 1990 Breidenbach (Sonja Kiefer, Franziska Espeter, Ann-Katrin Arlinghaus)                     | 4:20:23  |
| 5     | TG Viktoria Augsburg (Petra Stöckmann, Sabrina Riedl, Inga Manneck)                               | 4:21:48  |
| 6     | SV Schlau.com Saar 05 Saarbrücken (Marion Jakobs, Karen aus der Fünten, Heike Brücker-Boghossian) | 4:22:17  |
| 7     | ASC Rosellen/Neuss (Tanja Wimmer, Ute Jenke, Angela Müller)                                       | 4:26:20  |
| 8     | TV Refrath (Silke Schäpers, Sigrid Zündorf, Elke Gärtner)                                         | 4:30:12  |

fand in Bad Liebenzell statt

### Marathon
| Platz | Athletin, Verein                            | Zeit (h) |
| ----- | ------------------------------------------- | -------- |
| 1     | Bernadette Pichlmaier (LAG Mittlere Isar)   | 2:40:58  |
| 2     | Fakja Hofmann (LG Telis Finanz Regensburg)  | 2:48:23  |
| 3     | Steffi Volke (LG Telis Finanz Regensburg)   | 2:51:49  |
| 4     | Kerstin Steg (LAC Quelle Fürth)             | 2:53:07  |
| 5     | Dr. Anke Holljesiefken (Spiridon Frankfurt) | 2:55:10  |
| 6     | Silke Bittel (LAC Quelle Fürth)             | 2:56:09  |
| 7     | Dr. Karin Schenk (Spiridon Frankfurt)       | 2:56:28  |
| 8     | Christin Kuglemeyer (TV Georgsmarienhütte)  | 2:57:43  |

Datum: 9. Mai
fand im Rahmen des Gutenberg-Marathons in Mainz statt

### Marathon, Mannschaftswertung
| Platz | Verein, Besetzung                                                           | Zeit (h) |
| ----- | --------------------------------------------------------------------------- | -------- |
| 1     | Spiridon Frankfurt (Dr. Anke Holljesiefken, Dr. Karin Schenk, Vera Martens) | 08:50:07 |
| 2     | LAC Quelle Fürth (Kerstin Steg, Silke Bittel, Christine Ramsauer)           | 08:55:03 |
| 3     | LG Telis Finanz Regensburg (Fakja Hofmann, Steffi Volke, Margit Mauren)     | 09:05:33 |
| 4     | TG Viktoria Augsburg (Marion Hofmann, Inga Manneck, Suzanne Snook)          | 09:43:06 |
| 5     | SG Düren 99 (Sabine Lakomy, Nicole Schüller, Pamela Koch)                   | 11:35:30 |

Datum: 9. Mai
fand im Rahmen des Gutenberg-Marathons in Mainz statt
nur 5 Mannschaften in der Wertung

### 100 m Hürden
| Platz | Athletin, Verein                                            | Zeit (s) |
| ----- | ----------------------------------------------------------- | -------- |
| 1     | Carolin Nytra (Bremer LT)                                   | 12,71    |
| 2     | Cindy Roleder (LAZ Leipzig)                                 | 13,08    |
| 3     | Nadine Hildebrand (LAZ Salamander Kornwestheim-Ludwigsburg) | 13,08    |
| 4     | Anne-Kathrin Elbe (TSV Bayer 04 Leverkusen)                 | 13,35    |
| 5     | Antonia Werner (TV Flieden)                                 | 13,35    |
| 6     | Jennifer Oeser (TSV Bayer 04 Leverkusen)                    | 13,43    |
| 7     | Maren Schwerdtner (Hannover 96)                             | 13,57    |
| 8     | Jennifer Reinelt (1. FC Passau)                             | 13,58    |

Datum: 17. Juli
Wind: −0,9 m/s

### 400 m Hürden
| Platz | Athletin, Verein                                 | Zeit        |
| ----- | ------------------------------------------------ | ----------- |
| 1     | Fabienne Kohlmann (LG Karlstadt-Gambach-Lohr)    | 0056,14 s00 |
| 2     | Jill Richards (SCC Berlin)                       | 0056,34 s00 |
| 3     | Jonna Tilgner (Bremer LT)                        | 0056,82 s00 |
| 4     | Laura Hansen (TSV Bayer 04 Leverkusen)           | 0057,19 s00 |
| 5     | Tina Kron (SV Schlau.com Saar 05 Saarbrücken)    | 0057,40 s00 |
| 6     | Christiane Klopsch (LG OVAG Friedberg-Fauerbach) | 0058,09 s00 |
| 7     | Maren Schott (TSV Bayer 04 Leverkusen)           | 0059,08 s00 |
| 8     | Anja Bork (TSV Gomaringen)                       | 1:00,39 min |

Datum: 18. Juli

### 3000 m Hindernis
| Platz | Athletin, Verein                       | Zeit (min) |
| ----- | -------------------------------------- | ---------- |
| 1     | Susi Lutz (LG Telis Finanz Regensburg) | 10:09,20   |
| 2     | Jana Sussmann (LG Nordheide)           | 10:11,15   |
| 3     | Birte Schütz (TV Wattenscheid 01)      | 10:14,65   |
| 4     | Julia Hiller (LAC Quelle Fürth)        | 10:19,30   |
| 5     | Veronica Pohl (LG ASV/DSHS Köln)       | 10:20,07   |
| 6     | Sanaa Koubaa (LG Hilden)               | 10:24,13   |
| 7     | Friederike Feil (LG Olympia Dortmund)  | 10:36,88   |
| 8     | Annika Scheunemann (Berliner SV 1892)  | 10:38,86   |

Datum: 18. Juli

### 4 × 100 m Staffel
| Platz | Verein, Besetzung                                                                             | Zeit (s) |
| ----- | --------------------------------------------------------------------------------------------- | -------- |
| 1     | TV Wattenscheid 01 (Karoline Köhler, Katja Tengel, Maike Dix, Yasmin Kwadwo)                  | 44,08    |
| 2     | MTG Mannheim (Tamara Seer, Nora Bäcker, Anne Möllinger, Verena Sailer)                        | 44,12    |
| 3     | TSV Bayer 04 Leverkusen (Anne-Kathrin Elbe, Mareike Peters, Cathleen Tschirch, Julia Förster) | 44,86    |
| 4     | LG Ratio Münster (Carina Schöckel, Lena Malkus, Maren Silies, Theresa Greb)                   | 46,00    |
| 5     | LG Olympia Dortmund (Ina Mannebach, Ina Thimm, Carolin Strophff, Laura Schnittker)            | 46,17    |
| 6     | VfB Stuttgart (Franziska Dobler, Anja Wackershauser, Ann-Kathrin Fischer, Anke Hummel)        | 46,38    |
| 7     | LC Paderborn (Janna Rohde, Meike Schmitz, Inna Weit, Britta Tomkel)                           | 46,99    |
| 8     | LG Stadtwerke München (Vera Seitz, Nela Baade, Anja Wurm, Christina Muckenthaler)             | 47,38    |

Datum: 18. Juli

### 4 × 400 m Staffel
| Platz | Verein, Besetzung                                                                                     | Zeit (min) |
| ----- | --- | ---------- |
| 1     | TSV Bayer 04 Leverkusen I (Julia Förster, Annett Horna, Caroline Dieckhöner, Laura Hansen)            | 3:42,18    |
| 2     | Dresdner SC (Julia Kohser, Lisa Mai, Jenny Elbe, Claudia Marx)                                        | 3:41,57    |
| 3     | TSV Bayer 04 Leverkusen II (Natalie Mehring, Maren Schott, Sabrina Buchrucker, Maike Jeanette Wilden) | 3:42,08    |
| 4     | LG Olympia Dortmund (Carolin Strophff, Laura Schnittker, Janina Balke, Jana Hartmann)                 | 3:45,02    |
| 5     | LAC Quelle Fürth (Sandra Keil, Tatjana Deinzer, Kersten Flore, Anne Kesselring)                       | 3:49,94    |
| 6     | LG Region Karlsruhe (Mareike Heinzen, Heidrun Engelsdorfer, Jessica Schmütz, Larissa Kaufmann)        | 3:50,45    |
| 7     | TSV Gomaringen (Anja Bork, Astrid Beerlage, Tabea Walter, Nadja Bork)                                 | 3:50,85    |
| 8     | LG Rhein-Wied (Nicole Bleis, Annika Schmidt, Rebekka Kramer, Sylvia Semkowicz)                        | 3:51,12    |

Datum: 18. Juli

### 3 × 800 m Staffel
| Platz | Verein, Besetzung                                                          | Zeit (min) |
| ----- | -------------------------------------------------------------------------- | ---------- |
| 1     | SC Potsdam (Diana Sujew, Elina Sujew, Claudia Hoffmann)                    | 6:22,85    |
| 2     | TSV Bayer 04 Leverkusen (Sabrina Buchrucker, Saskia Janssen, Annett Horna) | 6:24,19    |
| 3     | LAC Quelle Fürth (Kersten Flore, Sandra Keil, Anne Kesselring)             | 6:29,16    |
| 4     | StG Gomaringen (Anja Bork, Astrid Beerlage, Nadja Bork)                    | 6:32,85    |
| 5     | StG Heilbronn-Neckarsulm (Corinna Nuber, Christina Lang, Kristina Schadt)  | 6:42,45    |
| 6     | LG Hannover (Beke Buhr, Marion Leiberich, Carola Dewitz)                   | 6:46,76    |
| 7     | LG ASV/DSHS Köln I (Veronica Pohl, Heike Schreiner, Wiebke Bültena)        | 6:46,76    |
| DSQ   | LG ASV/DSHS Köln II (Jana Janine Soethout, Alexandra Arendt, Verena Lamm)  |            |

Datum:8. August
fand in Ulm im Rahmen der Deutschen Jugendmeisterschaften statt

### 5000-m-Bahngehen
| Platz | Athletin, Verein                        | Zeit (min) |
| ----- | --------------------------------------- | ---------- |
| 1     | Christin Elß (SC Potsdam)               | 23:38,25   |
| 2     | Kathrin Schulze (ASV 1902 Sangerhausen) | 24:10,37   |
| 3     | Sophie Stellmach (SV Kali Wolmirstedt)  | 26:14,00   |

Datum: 18. Juli
nur 3 Teilnehmerinnen

### 20-km-Gehen
| Platz | Athletin, Verein                        | Zeit (h) |
| ----- | --------------------------------------- | -------- |
| 1     | Christin Elß (SC Potsdam)               | 1:45:36  |
| 2     | Kathrin Schulze (ASV 1902 Sangerhausen) | 1:48:45  |
| 3     | Sabine Schmidt (SpVgg. Niederaichbach)  | 1:53:44  |
| 4     | Tina Schmidt (SV Halle)                 | 1:56:47  |
| 5     | Yvonne Markgraf (LG Süd Berlin)         | 1:57:02  |
| 6     | Ulrike Sander (SC Baden-Baden 1902)     | 1:58:08  |
| 7     | Brit Schröter (LG Vogtland)             | 1:58:18  |
| 8     | Katrin Eggl (SpVgg Niederaichbach)      | 1:58:21  |

Datum: 30. Mai
fand in Naumburg statt

### 20-km-Gehen, Mannschaftswertung
| Platz | Verein, Besetzung                                                   | Zeit (h) |
| ----- | ------------------------------------------------------------------- | -------- |
| 1     | TV Biberach (Sylvia Wälde, Marita Echle, Karin Himmelsbach)         | 6:56:33  |
| 2     | TV Groß-Gerau (Brigitte Patrzalek, Monika Müller, Margarete Molter) | 7:15:59  |

Datum: 30. Mai
fand in Naumburg statt
nur 2 Mannschaften in der Wertung

### Hochsprung
| Platz | Athletin, Verein                            | Höhe (m) |
| ----- | ------------------------------------------- | -------- |
| 1     | Ariane Friedrich (LG Eintracht Frankfurt)   | 2,00     |
| 2     | Meike Kröger (LG Nord Berlin)               | 1,88     |
| 3     | Annett Engel (SC Potsdam)                   | 1,88     |
| 4     | Marie-Laurence Jungfleisch (LC Rothaus)     | 1,84     |
| 5     | Julia Hartmann (TSV Bayer 04 Leverkusen)    | 1,84     |
| 6     | Lilli Schwarzkopf (LG Rhein-Wied)           | 1,80     |
| 7     | Bianca Schmid (LG OVAG Friedberg-Fauerbach) | 1,80     |
| 8     | Julia Stockmann (TV Jahn Rheine)            | 1,75     |

Datum: 17. Juli

### Stabhochsprung
| Platz | Athletin, Verein                            | Höhe (m) |
| ----- | ------------------------------------------- | -------- |
| 1     | Silke Spiegelburg (TSV Bayer 04 Leverkusen) | 4,65     |
| 2     | Lisa Ryzih (ABC Ludwigshafen)               | 4,60     |
| 3     | Carolin Hingst (USC Mainz)                  | 4,60     |
| 4     | Kristina Gadschiew (LAZ Zweibrücken)        | 4,40     |
| 5     | Julia Hütter (LAZ Zweibrücken)              | 4,35     |
| 6     | Martina Strutz (SG Dynamo Schwerin)         | 4,25     |
| 7     | Joana Kraft (TuS Metzingen)                 | 4,25     |
| 8     | Martina Schultze (LG Filstal)               | 4,25     |

Datum: 18. Juli

### Weitsprung
| Platz | Athletin, Verein                      | Weite (m) |
| ----- | ------------------------------------- | --------- |
| 1     | Bianca Kappler (LC Rehlingen)         | 6,59      |
| 2     | Nadja Käther (Hamburger SV)           | 6,50      |
| 3     | Melanie Bauschke (LG Nike Berlin)     | 6,47      |
| 4     | Karoline Köhler (TV Wattenscheid 01)  | 6,46      |
| 5     | Claudia Rath (LG Eintracht Frankfurt) | 6,38      |
| 6     | Anika Leipold (Hamburger SV)          | 6,36      |
| 7     | Lisa Steinkamp (VfL Sindelfingen)     | 6,32      |
| 8     | Maren Schwerdtner (Hannover 96)       | 6,31      |

Datum: 18. Juli

### Dreisprung
| Platz | Athletin, Verein                             | Weite (m) |
| ----- | -------------------------------------------- | --------- |
| 1     | Katja Demut (TuS Jena)                       | 14,15     |
| 2     | Kristin Gierisch (LAC Erdgas Chemnitz)       | 13,69     |
| 3     | Jenny Elbe (Dresdner SC)                     | 13,50     |
| 4     | Katja Pobanz (1. Leichtathletik-Club Dessau) | 13,41     |
| 5     | Sandra Kramer (LAC Berlin)                   | 13,31     |
| 6     | Theresa Greb (LG Ratio Münster)              | 13,22     |
| 7     | Maike Nieklauson (TuS Jena)                  | 13,19     |
| 8     | Anne Neubauer (Erfurter LAC)                 | 13,01     |

Datum: 17. Juli

### Kugelstoßen
| Platz | Athletin, Verein                       | Weite (m) |
| ----- | -------------------------------------- | --------- |
| 1     | Nadine Kleinert (SC Magdeburg)         | 19,12     |
| 2     | Petra Lammert (SC Neubrandenburg)      | 19,05     |
| 3     | Denise Hinrichs (TV Wattenscheid 01)   | 18,34     |
| 4     | Christina Schwanitz (LV 90 Thum)       | 17,98     |
| 5     | Josephine Terlecki (LG Ohra Hörselgas) | 17,44     |
| 6     | Samira Burkhardt (VfL Sindelfingen)    | 16,97     |
| 7     | Sophie Kleeberg (LV 90 Thum)           | 16,80     |
| 8     | Meike Naumann (TSV Frankenberg)        | 15,23     |

Datum: 17. Juli

### Diskuswurf
| Platz | Athletin, Verein                                 | Weite (m) |
| ----- | ------------------------------------------------ | --------- |
| 1     | Nadine Müller (Hallesche Leichtathletik-Freunde) | 63,07     |
| 2     | Sabine Rumpf (LSG Goldener Grund)                | 62,21     |
| 3     | Heike Koderisch (SC Magdeburg)                   | 58,62     |
| 4     | Ulrike Giesa (Hallesche Leichtathletik-Freunde)  | 55,76     |
| 5     | Jessica Kolotzei (LG Nord Berlin)                | 55,28     |
| 6     | Julia Fischer (SCC Berlin)                       | 54,21     |
| 7     | Alexandra Göbel (LG Eintracht Frankfurt)         | 50,40     |
| 8     | Melanie Schütte (SV Georgsheil)                  | 50,16     |

Datum: 17. Juli

### Hammerwurf
| Platz | Athletin, Verein                                   | Weite (m) |
| ----- | -------------------------------------------------- | --------- |
| 1     | Betty Heidler (LG Eintracht Frankfurt)             | 75,82     |
| 2     | Kathrin Klaas (LG Eintracht Frankfurt)             | 68,85     |
| 3     | Andrea Bunjes (LG Eintracht Frankfurt)             | 66,39     |
| 4     | Carolin Paesler (Hallesche Leichtathletik-Freunde) | 62,41     |
| 5     | Gabi Wolfarth (LG Eintracht Frankfurt)             | 60,80     |
| 6     | Mareike Nannen (LG Eintracht Frankfurt)            | 60,51     |
| 7     | Daniela Manz (TSV Bayer 04 Leverkusen)             | 60,13     |
| 8     | Kirsten Münchow (LG Eintracht Frankfurt)           | 59,99     |

Datum: 17. Juli

### Speerwurf
| Platz | Athletin, Verein                                      | Weite (m) |
| ----- | ----------------------------------------------------- | --------- |
| 1     | Katharina Molitor (TV Wattenscheid 01)                | 64,27     |
| 2     | Christina Obergföll (LG Offenburg)                    | 63,13     |
| 3     | Linda Stahl (TSV Bayer 04 Leverkusen)                 | 61,83     |
| 4     | Esther Eisenlauer (SV Schlau.com Saar 05 Saarbrücken) | 61,04     |
| 5     | Mareike Rittweg (LV 90 Thum)                          | 59,79     |
| 6     | Sandra Schaffarzik (ESV Nürnberg Rangierbahnhof)      | 54,84     |
| 7     | Susanne Rosenbauer (TSV Schwaben Augsburg)            | 54,20     |
| 8     | Sarah Nöh (TSV Bayer 04 Leverkusen)                   | 50,88     |

Datum: 18. Juli

### Siebenkampf
| Platz | Athletin, Verein                       | Leistung (Pkte) |
| ----- | -------------------------------------- | --------------- |
| 1     | Claudia Rath (LG Eintracht Frankfurt)  | 5746            |
| 2     | Annelie Schrader (MTV Ingolstadt)      | 5356            |
| 3     | Mareike Baldin (TV Wattenscheid 01)    | 5316            |
| 4     | Mareike Witt (LG Delmenhorst/Diepholz) | 4913            |
| 5     | Elisabeth Glonegger (MTV Ingolstadt)   | 4827            |
| 6     | Sarah Leidl (1. FC Passau)             | 4818            |
| 7     | Katharina Meyer (TuS Saulheim)         | 4796            |
| 8     | Corina Pape (MTV Ingolstadt)           | 4726            |

Datum: 26./27. August
fand in Potsdam statt

### Siebenkampf, Mannschaftswertung
| Platz | Verein, Besetzung                                                        | Leistung (Pkte) |
| ----- | ------------------------------------------------------------------------ | --------------- |
| 1     | LG Eintracht Frankfurt (Claudia Rath, Nastasia Lich, Nicola Herrlitz)    | 15.437          |
| 2     | MTV 1881 Ingolstadt (Annelie Schrader, Elisabeth Glonegger, Corina Pape) | 14.909          |
| 3     | 1. FC Passau (Sarah Leidl, Nicola Leidl, Tamara Leidl)                   | 13.602          |
| 4     | TuS Saulheim (Katharina Meyer, Malena Kellermann, Britta Berghöfer)      | 13.257          |
| 5     | LG Delmenhorst/Diepholz (Mareike Witt, Jennifer Meyer, Meike Sawatzki)   | 11.880          |
| 6     | LG Rhein-Lahn (Elina Quiring, Eva-Maria Erwes, Katrin Wolf)              | 11.637          |

Datum: 26./27. August
fand in Potsdam statt
nur 6 Mannschaften in der Wertung

### Crosslauf–6,8 km
| Platz | Athletin, Verein                                 | Zeit (min) |
| ----- | ------------------------------------------------ | ---------- |
| 1     | Sabrina Mockenhaupt (Kölner Verein für Marathon) | 21:59      |
| 2     | Anna Hahner (PSV Grün-Weiß Kassel)               | 22:47      |
| 3     | Ingalena Heuck (LG Stadtwerke München)           | 22:55      |
| 4     | Verena Dreier (LG Sieg)                          | 22:58      |
| 5     | Simret Restle (PSV Grün-Weiß Kassel)             | 23:03      |
| 6     | Saskia Janssen (TSV Bayer 04 Leverkusen)         | 23:05      |
| 7     | Birte Schütz (TV Wattenscheid 01)                | 23:17      |
| 8     | Veronica Pohl (LG ASV/DSHS Köln)                 | 23:25      |

Datum: 6. März
fand in Stockach statt

### Crosslauf–6,8 km, Mannschaftswertung
| Platz | Verein, Besetzung                                                                   | Platzziffer |
| ----- | ----------------------------------------------------------------------------------- | ----------- |
| 1     | PSV Grün-Weiß Kassel (Anna Hahner, Simret Restle, Lisa Hahner)                      | 019         |
| 2     | LG Telis Finanz Regensburg (Anne Haug, Susi Lutz, Veronika Ulrich)                  | 049         |
| 3     | LG ASV/DSHS Köln I (Veronica Pohl, Nina Kunz, Lisa Jaschke)                         | 063         |
| 4     | PSV Grün-Weiß Kassel (Silke Optekamp, Dörte Nadler, Katrin Sporkmann)               | 087         |
| 5     | LG Olympia Dortmund (Heike Bienstein, Mira Räker, Sandra Schulz)                    | 113         |
| 6     | ASC 1990 Breidenbach (Jana Stefanie Hirschhäuser, Sonja Kiefer, Franziska Espeter)  | 115         |
| 7     | LG ASV/DSHS Köln II (Ronja Jaeger, Heike Schreiner, Lara Belke)                     | 163         |
| 8     | LLC Marathon Regensburg (Barbara Stich, Marcela Loza Hilares, Astrid Zunner-Ferstl) | 169         |

Datum: 6. März
fand in Stockach statt

### Berglauf–10,5 km
| Platz | Athletin, Verein                                        | Zeit (min) |
| ----- | ------------------------------------------------------- | ---------- |
| 1     | Lisa Reisinger (SSC Hanau-Rodenbach)                    | 55:14      |
| 2     | Carmen Siewert (Greifswalder SV 04)                     | 55:47      |
| 3     | Anja Schnabel (LAZ Salamander Kornwestheim-Ludwigsburg) | 56:26      |
| 4     | Veronika Ulrich (LG Telis Finanz Regensburg)            | 57:45      |
| 5     | Natascha Schmitt (LG Eintracht Frankfurt)               | 58:25      |
| 6     | Jutta Brod (TV Konstanz)                                | 58:54      |
| 7     | Britta Müller (LG Badenova Nordschwarzwald)             | 58:58      |
| 8     | Lea Bäuscher (LG Eintracht Frankfurt)                   | 59:48      |

Datum:6. Juni
fand in Müllheim statt

### Berglauf–10,5 km, Mannschaftswertung
| Platz | Verein, Besetzung                                                                    | Zeit (h) |
| ----- | ------------------------------------------------------------------------------------ | -------- |
| 1     | SSC Hanau-Rodenbach (Lisa Reisinger, Kerstin Straub, Anine Hell)                     | 2:59:40  |
| 2     | LG Telis Finanz Regensburg (Veronika Ulrich, Michaela Schedler, Ulrike Mayer-Tancic) | 3:07:22  |
| 3     | ASC Rosellen/Neuss (Tanja Wimmer, Angela Müller, Ute Jenke)                          | 3:12:33  |
| 4     | LG Brandenkopf (Miriam Köhler, Rosi Knäble, Claudia Falk)                            | 3:39:29  |
| 5     | PTSV Rosenheim (Michelle Maier, Christine Mooney, Claudia Alraun)                    | 3:43:24  |

Datum:6. Juni
fand in Müllheim statt
nur 5 Mannschaften in der Wertung